# Dick Vlottes
Dick Vlottes (Uitgeest, 19 december 1932 – 5 juni 2022) was een Nederlands striptekenaar.

## Loopbaan
Vlottes begon zijn carrière in 1955 bij de handelsdrukkerij ATH, met het tekenen van Nederlandstalige Tarzanstrips. Daarnaast was hij op freelancebasis actief in de Toonder Studio's van Marten Toonder, waar hij onder meer meewerkte aan de reeksen Kappie en Tom Poes. Zijn eigen krantenstrip, Minter en Hinter - waarvan de teksten grotendeels door de destijds nog onbekende Paul Biegel werden geschreven - werd van 7 september 1959 tot 29 juli 1961 gepubliceerd in het dagblad Het Vrije Volk.
Toen Ton de Zwaan na een conflict vertrok bij de Toonder Studio's en zijn eigen firma Swan Features Syndicate oprichtte vertrokken ook Vlottes en enkele andere tekenaars (onder wie Henk Alleman en Henk Sprenger) naar deze nieuwe studio. Hier tekende Vlottes enkele strips voor Olidin, een tijdschrift van Royal Dutch Shell. Vooral de historische strip Senmoet de Egyptenaar, die ook in de krant verscheen, genoot veel bekendheid.
Vanaf de jaren zeventig werkte hij voor het op meisjes gerichte tijdschrift Tina, waar hij onder meer Leonie, het Horoscoopmeisje en Ineke van Rijswijk creëerde. Daarnaast tekende hij covers voor het weekblad Pep en enkele kortere verhalen voor de Donald Duck. Later zou hij voor de tv-gids Televizier nog de strip De Krakers tekenen.
Vlottes overleed op 5 juni 2022 op 89-jarige leeftijd.
- International Standard Name Identifier: 0000 0003 6891 5533
- Nederlandse Thesaurus van Auteursnamen: 069085854
- Virtual International Authority File: 286189902
- WorldCat: E39PBJxmBFtMpkxqPpMwmjvrbd